# Laboratório de Eletrônica da Marinha dos Estados Unidos
O Laboratório de Eletrônica da Marinha dos Estados Unidos (U.S. Navy Electronics Laboratory — NEL) foi criado em 1945 com a consolidação da estação de rádio naval, escola de treinamento de operadores de radar e atividade de segurança de rádio do Laboratório de Rádio e Som da Marinha (NRSL) e o seu parceiro durante a guerra, a Divisão de Investigação de Guerra da Universidade da Califórnia. A carta de fundação do NEL era "efetuar a solução de qualquer problema no campo da eletrônica, em conexão com o projeto, colheita, análise, instalação e manutenção de equipamentos eletrônicos à Marinha dos Estados Unidos." Sua comunicações de rádio e trabalho com sonar foi aumentada com a investigação fundamental na propagação da energia eletromagnética na atmosfera e do som no oceano.

## História
Em novembro de 1945, o Laboratório de Rádio e Som da Marinha foi rebatizado para Laboratório de Eletrônica da Marinha. 80% da Reserva Militar Point Loma evoluiu no Centro do Laboratório de Eletrônica da Marinha (NELC) no final da Segunda Guerra Mundial. Por sua vez o NELC foi incorporado à Naval Ocean Systems Center (NOSC) em 1977. Este eventualmente foi incorporado pela Space and Naval Warfare Systems Command (SPAWAR) em 1997.
Na década de 1960, o NELC era o encarregado da 4C: Comando, Controle, Comunicações e Informática.

## Projetos

### Antena de Bordo Modelo Gama

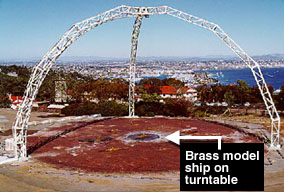
Antena de Bordo Modelo Gama fotografado mostrando a localização do navio de modelo.

Como um de seus primeiros projetos, o NEL começou a construir sua Antena de Bordo Modelo Gama. O arco não-metálico desta estrutura suporta uma antena de transmissão que está posicionada em direção a um modelo de barco de latão em uma plataforma giratória. O plano de terra sob o arco simula as características elétricas do oceano, permitindo que a investigação sobre as propriedades de antenas de bordo sejam realizadas.

### Submarino de exploração ártica

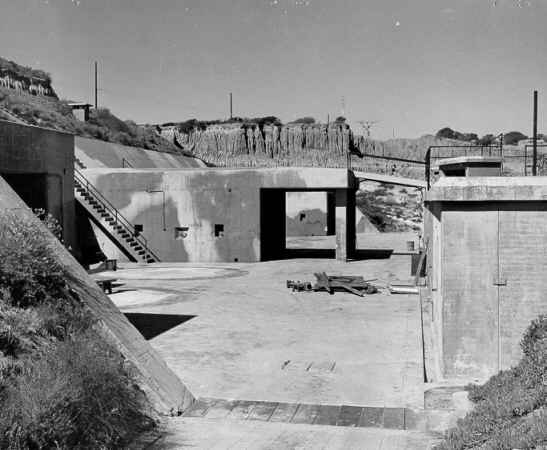
Instalação da Bateria Whistler, c. 1948.

Também começaram a conversão de instalação de um morteiro da Segunda Guerra Mundial, o Bateria Whistler, em um Laboratório Submarino Ártico. A exploração científica da Bacia do Ártico, e, particularmente, fornecer a capacidade de operar submarinos de ataque no oceano sob a banquisa, se tornaria uma missão chave da NEL.

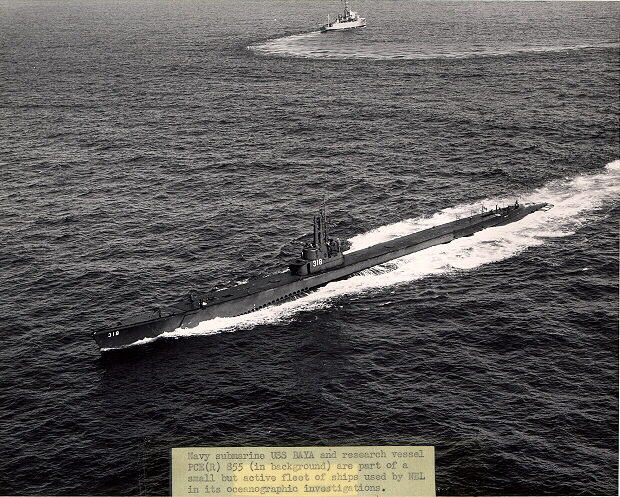
USS Baya e a embarcação de pesquisa PCE(R) 855 faziam parte de uma pequena, mas ativa frota de navios utilizados pela NEL.

Manchetes mundiais vieram cedo neste programa por meio de vários eventos — a viagem submersa do USS Nautilus do Pacífico ao Atlântico, através do Polo Norte, em 1958, com o Dr. Waldo K. Lyon a bordo como cientista-chefe e piloto de gelo. Naquele mesmo verão, o USS Skate cruzou do Atlântico para o Polo Norte e no centro do Oceano Ártico, surgindo 9 vezes através de pequenos orifícios na camada de gelo. Dr. Eugene C. La Fond, cabeça da NEL's Oceanography Branch, foi o cientista-chefe.
Em março de 1959, o Skate voltou ao Ártico, em condições de inverno, com o Dr. Lyon como cientista-chefe, e pela primeira vez, o submarino nuclear foi capaz de emergir exatamente no Polo Norte.

### BatiscafoTrieste

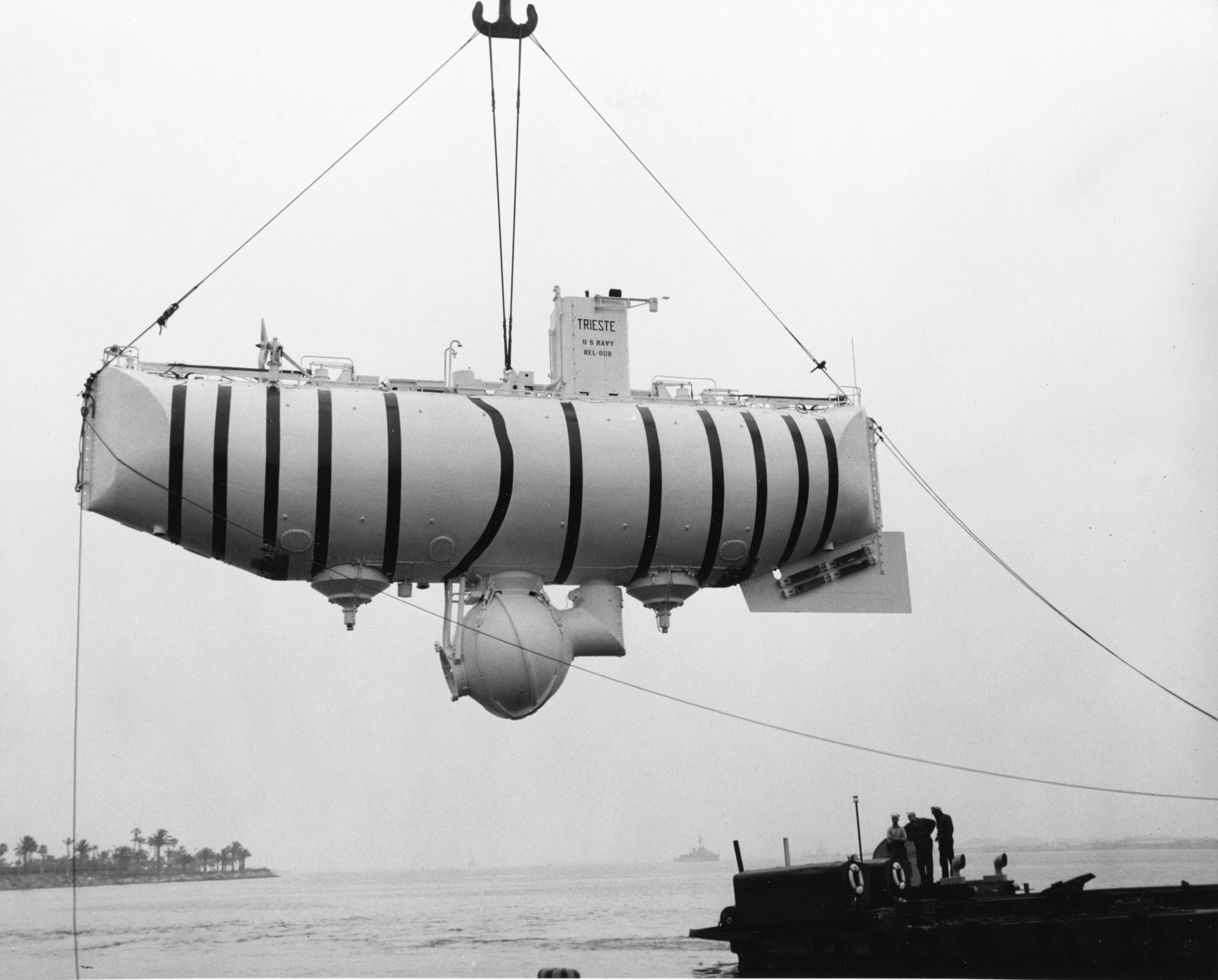
O Batiscafo Trieste.

O NEL também mergulhou no ambiente submarino, adquirindo o Batiscafo Trieste e dirigindo seu mergulho de 1960 mais de 10,7 quilômetros abaixo no Challenger Deep, na Fossa das Marianas, perto de Guam.

### Radio telescopes

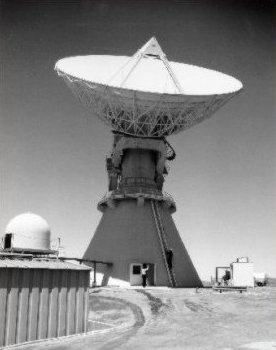
Observatório Astro-Geofísico La Posta

Interessado na radiofísica geral, o laboratório construiu um radiotelescópio de 18 metros de diâmetro em Point Loma, e em 1964, a NEL iniciou a construção do Observatório Astro-Geofísico de La Posta num sítio de 1 200 metros nas montanhas Laguna, 105 km a leste de San Diego. O observatório desempenhou um papel importante no mapeamento de rádio solar, estudos de perturbações ambientais e desenvolvimento de um fotômetro óptico solar para pesquisa de microondas. Seu disco de 18 metros, que poderia tanto transmitir como receber, foi usado para importantes programas de pesquisa do NELC em propagação e previsão ionosférica, usado durante alguns lançamentos espaciais do Programa Apollo para prever a atividade solar que poderia dificultar as comunicações do solo com as cápsulas espaciais.

### Comunicações
No campo de comunicações, a NEL desenvolveu o Verdin, um sistema de frequência baixa / frequência muito baixa (LF/VLF) para fornecer informação aos submarinos lançador de mísseis profundamente submersos e começou a desenvolver capacidades de comunicação por satélite.
Os requisitos para lidar com a grande quantidade de comunicações a bordo do navio durante a intensificação da Guerra do Vietnã levaram a tarefa de um sistema interno de tratamento de mensagens. Em resposta, o laboratório desenvolveu o Sistema de Tratamento e Distribuição de Mensagens (Message Processing and Distribution System — MPDS), instalando-o a bordo do navio almirante da Sétima Frota, USS Oklahoma City, um mês antes do previsto. Posteriormente o laboratório melhorou substancialmente nesse sistema e o instalou a bordo de porta-aviões da classe Nimitz.

### Ciência da computação
A linguagem de programação dialética NELIAC foi desenvolvida e nomeada após o laboratório. O NELIAC foi uma criação de Harry Huskey, na época presidente da ACM, que tinha um grande interesse na portabilidade de aplicativos em uma forma independente da máquina. A ALGOL 58 deu à NEL o enquadramento para uma implementação, e o trabalho começou em 1958, mas não foi totalmente desenvolvido até 1961.
O NELIAC foi utilizado pela NEL para apoiar sistemas experimentais anti-submarinos e desenvolvimento de Sistemas de Comando e Controle e, mais tarde, no Sistema de Comando e Atividade de Suporte da Marinha (NAVCOSSACT), em Washington D.C., em apoio ao Posto de Comando Nacional de Emergência (NECPA), projeto que foi instalado em muitos navios grandes a partir de 1966.
Este foi o primeiro compilador de compilação automática do mundo e foi portado para muitos outros computadores no Departamento de Defesa, que também incluía o desenvolvimento do sistema operacional NELOS, usado para aplicações em larga escala (o único para o computador de bordo USQ-20 da Marinha e a sua versão comercial, o UNIVAC 490). Existiam muitas outras versões para uma variedade de computadores devido a facilidade de portabilidade e o tempo de compilação de uma passagem rápida.

## Centro de Comando, Controle e Comunicações do Laboratório Naval e além
Em 1967, como parte da reorganização geral do laboratório da Marinha, o NEL tornou-se o Centro de Comando, Controle e Comunicações do Laboratório Naval. O nome nunca foi aceito inteiramente, e em aproximadamente seis meses foi mudado para Centro do Laboratório de Eletrônica da Marinha (NELC).
Em 1971, o Sistema de Comando e Controle das Forças Anti-Submarinas (AFCS) e o Sistema Naval de Vigilância Oceânica (NOSS) foram projetos de software em desenvolvimento da NELC usando um computador IBM 360/65. O AFCCS (mais tarde ASWCCCS) foi reescrito em 1972 para o computador Honeywell 6050 depois que o Departamento de Defesa contratou a Honeywell para fornecer computadores para o Sistema Mundial de Comando e Controle Militar (WWMCCS).
Em 1997, com o desaparecimento do NCCOSC e o estabelecimento da supervisão direta pelo Comando de Sistemas de Guerra Espacial e Naval, a NELC assumiu seu atual nome, Centro de Sistemas de Guerra Espacial e Naval em San Diego (SSC San Diego).